# Carlos do Carmo

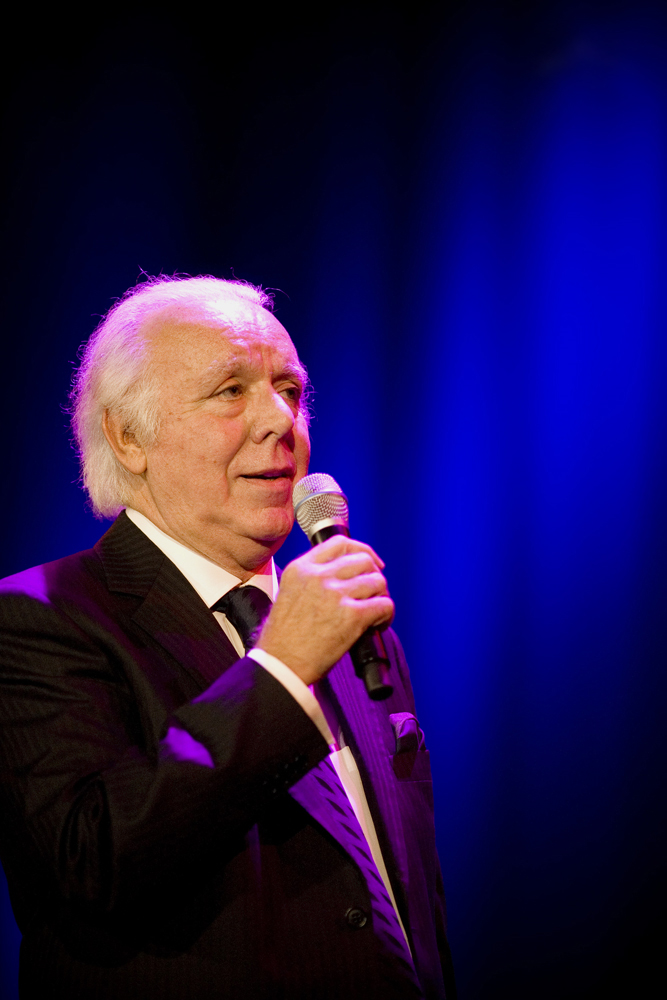
Carlos do Carmo (novembre 2007)

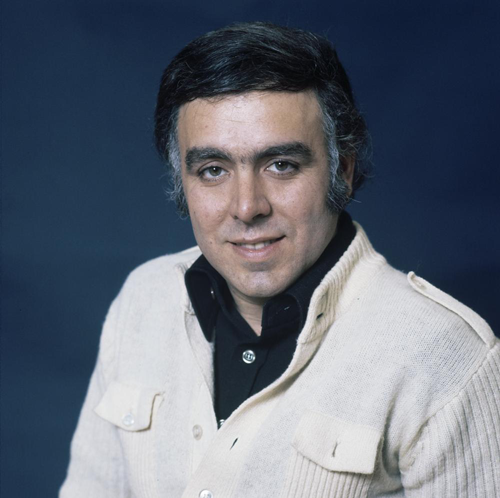
Carlo do Carmo à l'Eurovision en 1976

Carlos Alberto (do Carmo) Ascenção de Almeida, plus connu sous le nom de Carlos do Carmo, né le 21 décembre 1939 à Lisbonne et mort le 1er janvier 2021 dans la même ville, est un chanteur portugais de fado.

## Biographie
Fils de la chanteuse de fado Lucília do Carmo (pt) et d'Alfredo de Almeida, libraire et hôtelier, Carlos do Carmo fait des études d’hôtellerie en Suisse et commence sa carrière artistique en 1964, bien qu'il ait déjà enregistré un disque à l'âge de neuf ans.
La même année, il se marie avec Judite do Carmo, jusqu'à son décès et qui lui a donné trois enfants : Cila, Alfredo et Gil.
Carlos do Carmo représente le Portugal à la 21ème édition du Concours Eurovision de la chanson 1976, avec le titre Flor de Verde Pinho (inspiré du poème de Manuel Alegre).

## Distinctions
- Grand officier de l'ordre du Mérite du Portugal

## Discographie

### Albums
- O Fado de Carlos do Carmo, Alvorada
- O Fado Em Duas Gerações, Decca [avec Lucília do Carmo]
- Por Morrer Uma Andorinha, Philips
- Fado Lisboa – An Evening At The Faia , Philips
- Carlos do Carmo, Tecla
- Pedra Filosofal, Edisom
- Uma Canção Para a Europa, Movieplay / Procope Rtp
- Um Homem na Cidade, Polygram
- Carlos do Carmo Com Guitarras, Tecla
- Dez Fados Vividos, Trova
- O Maior Intérprete da Música Português, Philips
- Carlos do Carmo Ao Vivo No Olympia, Polygram / Carlos do Carmo Live At The Olympia, Polygram /Carlos do Carmo En Publica A L’Olympia, Polygram
- Os Imigrantes (BSO), Polygram
- Carlos do Carmo, Polskie Nagrania
- À Arte e a Música de Carlos do Carmo, Polygram
- Um Homem no País, Polygram
- Carlos do Carmo Live Alt Oper Frankfurt, Polygram
- Mais do Qu'Amor É Amar, Polygram
- À Touch Of Class, Henda
- Ao Vivo no Canecão
- Que Se Fez Homem de Cantar, Polygram
- Canoas do Tejo, Movieplay
- Lisboa Menina e Moça, Movieplay
- Um Homem na Cidade, Fatum - UPAV
- Dez Fados Vividos, Polygram
- Um Homem no País, Polygram
- Ao vivo no Olympia, Polygram
- Live, Alte Oper Frankfurt, Polygram
- Em Concerto, Polygram
- Mais do qu'amor é amar, Polygram
- Que se fez Homem de Cantar, Polygram
- Margens, Emi
- Nove Fados e uma Canção de Amor, Universal
- Ao Vivo No CCB, Universal

### Singles et EP
- À Voz Qu'Eu Tenho (EP)

### Compilations
- À Arte e a Música de Carlos do Carmo, Polygram
- Os sucessos de 35 anos de Carreira, Emi
- O Melhor de Carlos do Carmo, Selecções do Reader’s Digest
- Un Parfum de Fado, Vol. 1 Carlos do Carmo, Playa Sound
- Un Parfum de Fado, Vol. 6 Carlos do Carmo, Playa Sound
- Voz Marinheira, Carlos do Carmo, EMI